# Megalophanes
Megalophanes é um gênero de mariposa pertencente à família Acrolophidae.